# Nyuh Tebel
Nyuh Tebel is een bestuurslaag in het regentschap Karangasem van de provincie Bali, Indonesië. Nyuh Tebel telt 2376 inwoners (volkstelling 2010).